# Snezhina
Snezhina (bulgaro: Снежина) è un villaggio della Bulgaria orientale. Si trova nel comune di Provadiya, nella provincia di Varna. 
A settembre 2015 il villaggio aveva una popolazione di 539 abitanti.